# Нильсен, Фредерик (историк)
Фредерик Нильсен (дат. Fredrik Nielsen; 30 октября 1846, Ольборг — 24 марта 1907, Орхус) — датский богослов, историк церкви и епископ, преподаватель, духовный писатель и религиозный публицист.
В 1863 году поступил в университет изучать богословие, окончил его в 1870 году со степенью кандидата и затем в качестве выпускника занимался в Борхском коллегиуме преподаванием церковной истории и педагогики; в 1873 году был назначен катехетом в церкви Спасителя в Кристиансхавне. По своим взглядам был последователем консервативного грундтвигианства, находился под сильным влиянием идей епископа Кьеркегарда. С 1877 по 1900 год был профессором богословия и церковной истории в Копенгагенском университете, в 1900 году стал епископом в Ольбурге, в 1905 году — в Орхусе, прослужив там до конца жизни.
В 1873—1882 годах был сотрудником «Dansk Kirketidende», в 1872—1882 годах также «Dagbladets teologiske». С 1876 года, формально не имея степени доктора богословия (он получил её в 1879 году за исследование по трудам Тертуллиана к 400-летию университета), получил право читать в нём лекции. Был известен и как преподаватель и духовный и научный писатель, и как общественно-церковный деятель (был активным проповедником и полемистом); став епископом, в 1892—1901 годах был членом Церковного совета и в 1904—1907 годах в комиссии по разработке церковного устава.
Главные работы: «Romerkirken i del XIX hundredaar» (сборник прочитанных лекций, 2 тома, 1876—1881; 2-е издание — 1895—1898; было переведено на немецкий и английский языки), «Haandbog i kirkens historie», (2 тома, 1885—1892, 2-е издание — 1893—1898), «Statskirke og frikirke» (1883), «Ledetraad i kirkens historie» (1887, 6-е издание — 1905—1908; в 1906 году было переведено на венгерский язык), «N. F. S. Grundtvigs religiøse udvikling» (1889), «Luther og Grundtvig» (1891). На немецком языке издано его «Freimaurerei u. Christentum» (Лейпциг, 1884). Работа «Kirkehistorie» (1900, не окончено; переведена на шведский и финский языки) была одним из крупнейших скандинавских трудов по церковной истории. Ему также принадлежат многочисленные брошюры по различным церковным делам и связанным с ними вопросам (в том числе вышедшие в 1896 году в десяти выпусках «Smaaskrifter til Oplysning for Kristne»), в том числе работа о масонстве «Frimureriet i Norden» (1882, в том же году переведено на шведский язык), породившая обширную полемику. Ряд его тезисов и статей для периодики были собраны в сборнике «Karakteristiker og kritiker» (1884). В 1896 году начал работу над составлением церковного словаря «Kirkelexikon for Norden», успев до конца жизни написать два тома до буквы F, вышедшие в 1900—1904 годах. В 1885 году принял участие в утверждении нового сборника церковных песнопений. Выступал за расширение контактов с англиканским сообществом.